# 女ともだち (1983年の映画)
『女ともだち』（ 仏：Coup de foudre 、英：Entre Nous ）は、1983年製作のフランス映画。

## キャスト
- マドレーヌ：ミュウ＝ミュウ
- レナ：イザベル・ユペール
- フランソワ・クリュゼ
- パトリック・ボーショー
- コスタ：ジャン・ピエール・バクリ
- ミシェル：ギイ・マルシャン（フランス語版）
- レイモンド：ロバン・ルヌッチ